# JabRef
JabRef è un software di gestione di riferimenti bibliografici che utilizza BibTeX e BibLaTeX come formati nativi ed è, quindi, in genere utilizzato per LaTeX.
Secondo il sito ufficiale, durante la settimana del 15 ottobre 2015, ha avuto 4.856 download.

## Caratteristiche
JabRef fornisce un'interfaccia per la modifica dei file BibTeX, per l'importazione di dati da banche dati scientifici on-line, e per la gestione e la ricerca dei file BibTeX. JabRef è distribuito sotto i termini della licenza MIT. L'applicazione è programmata in Java, e viene manutenuta per Microsoft Windows, Linux e macOS X.